# James Fleet
James Fleet, född 11 mars 1952 i Bilston, Staffordshire, är en brittisk skådespelare. Fleet är känd för rollerna som Tom i Fyra bröllop och en begravning (1994), John Dashwood i Förnuft och känsla (1995) och Lefèvre i Fantomen på Operan (2004).

## Filmografi i urval
- 1985 – För rikets säkerhet
- 1994–2015 – Ett herrans liv (TV-serie)
- 1994 – Fyra bröllop och en begravning
- 1995 – Förnuft och känsla
- 1996 – Moll Flanders (TV-serie)
- 2001 – Charlotte Gray
- 2004 – Karl för sin kilt (TV-serie)
- 2004 – Fantomen på Operan
- 2005 – Tristram Shandy
- 2005 – I sinnets våld (TV-serie)
- 2005 – Morden i Midsomer (TV-serie)
- 2008 – Little Dorrit (TV-serie)
- 2010 – Coronation Street (TV-serie)
- 2013 – När döden kom till Pemberley (TV-serie)
- 2014 – Mr. Turner
- 2015 – Partners in Crime (TV-serie)
- 2016 – Love & Friendship
- 2018 – Saknad, aldrig glömd (TV-serie)
- 2020 – Belgravia (TV-serie)
- 2023 – Den charmerande Tom Jones (TV-serie)
- 2023 – My Mother's Wedding
- 2025 – Jack Wrights testamente (TV-serie)